# Hubertuskapelle (Schönwald)

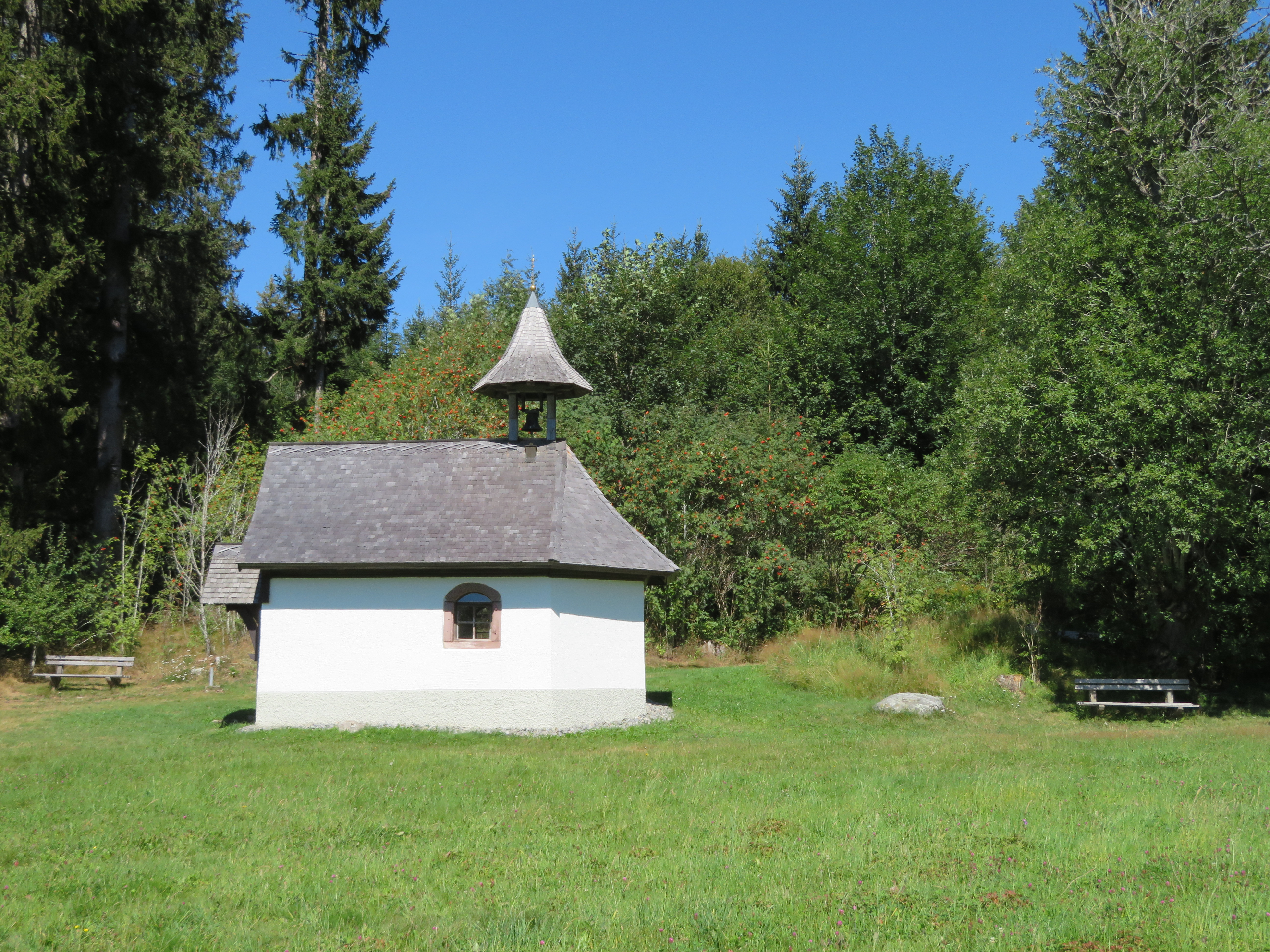
Die Hubertuskapelle

Die Hubertuskapelle (ehemals Gutenkapelle) ist eine dem Heiligen Hubertus gewidmete Kapelle in der Nähe von Schönwald im Schwarzwald-Baar-Kreis.

## Lage
Die Kapelle steht im Quellgebiet der Gutach und ist das letzte noch vorhandene Gebäude der abgegangenen Gutachhöfe. Sie liegt am Wanderweg, der von Triberg über die Geutsche zum Stöcklewaldturm führt.

## Geschichte
Die Höfe in der Umgebung der Gutachquelle, auch „Höfe in der Guta“ genannt, werden 1348 erstmals urkundlich genannt. Zu jener Zeit bestand der Besitz, den Adelheid von Schwarzenberg bei ihrer Heirat mit Walter I. von Eschenbach als Mitgift erhalten hatte und später verkaufte, aus sieben Hofgütern. In den folgenden Jahrhunderten wurden diese zu drei Höfen zusammengeführt.
Zu einem dieser drei Gehöfte, dem 1876 abgebrannten Untergutenhof, gehörte eine kleine Kapelle, die Gutenkapelle genannt wurde. Der Hof wurde um 1500 errichtet, ein genaues Baudatum des Kirchleins ist nicht bekannt. Als die Kapelle zu Beginn des 20. Jahrhunderts immer mehr verfiel, wurde der historische Altar in das Augustinermuseum nach Freiburg im Breisgau verbracht, wo er verblieb.
Zu Beginn der 1950er Jahre wurde das vom Verfall bedrohte Bauwerk durch private Initiative instand gesetzt und 1955 dem Heiligen Hubertus, dem Schutzpatron der Jagd, gewidmet. Mittlerweile steht die Hubertuskapelle unter Denkmalschutz, sie ist Eigentum der Gemeinde Schönwald. Ihre Pflege hat seit 1990 der örtliche Heimatverein übernommen.

## Baubeschreibung
Es handelt sich um einen kleinen Saalbau mit Apsis und Vordach. Die Seitenwände weisen je ein Fenster auf, zwei weitere Fenster befinden sich in der Apsis. Auf das einfache Satteldach ist ein Dachreiter mit einer einzelnen Glocke aufgesetzt.

## Ausstattung
Über dem Altar befinden sich zwei Gemälde des örtlichen Malers Robert Dold. Auf der linken Seite ist der Hl. Hubertus dargestellt, zur Rechten des Betrachters der Bauernpatron Wendelinus. Das zeitgenössische Kreuz in der Mitte trägt eine restaurierte romanische Christusfigur, die aus dem 13. Jahrhundert stammt.

## Glocken
Im Dachreiter hängt eine einzelne kleine Glocke.

## Nutzung
Die Gemeinde Schönwald im Schwarzwald, die Eigentümerin des Gebäudes ist, bietet standesamtliche Trauungen in der Kapelle an. Einmal im Jahr wird auf der Wiese vor der Kapelle eine Feldmesse gefeiert.